# Aphanius burdurensis
Aphanius burdurensis és una espècie de peix de la família dels ciprinodòntids i de l'ordre dels ciprinodontiformes.

## Distribució geogràfica
Es troba a Àsia: Turquia.